# Titularbistum Elmhama
Das Bistum Elmhama (lat Dioecesis Helmamensis) ist ein Titularbistum der römisch-katholischen Kirche.
Es geht zurück auf den Bischofssitz in Elmham, der heutigen Stadt North Elmham in Norfolk, England. Es gehörte der Kirchenprovinz Canterbury an.
| Titularbischöfe von Elmhama |                      |                                             |                |                  |
| Nr.                         | Name                 | Amt                                         | von            | bis              |
| 1                           | Alan Charles Clark   | Weihbischof in Northampton (Großbritannien) | 31. März 1969  | 26. April 1976   |
| 2                           | Patrick Leo McCartie | Weihbischof in Birmingham (Großbritannien)  | 13. April 1977 | 20. Februar 1990 |
| 3                           | Eamonn Oliver Walsh  | Weihbischof in Dublin (Irland)              | 7. März 1990   |                  |